# 分岐的合成
化学において分岐的合成（ぶんきてきごうせい、英: Divergent synthesis）とは、共通の合成中間体から複数の生成物を合成することで、化学合成の効率を向上させることを目的とした戦略である。収束的合成や直線的合成の代替の戦略となり、コンビナトリアル化学などで用いられる。
分岐的合成では前駆体{\displaystyle A}に対してそれぞれ適切な反応を用いることで、例えば5つの異なる化合物{\displaystyle A_{1},A_{2},A_{3},A_{4},A_{5}}を得ることができる。
{\displaystyle A\rightarrow {\begin{cases}A_{1}\\A_{2}\\A_{3}\\A_{4}\\A_{5}\end{cases}}}

## 多様性指向合成
多様性指向合成（たようせいしこうごうせい、英: Diversity oriented synthesis、DOS）は、分子骨格の多様性に重点を置いた戦略である。
その一例として以下の反応を挙げる。多成分連結反応であるペタシス反応生成物1を臭化プロパルギルで修飾し、5つの異なる置換基を有する化合物2を得る。この分子を分岐的合成により様々な試薬で反応させることができ、多様な分子骨格を得ることができる。